# 我们一定行！
《我們一定行！》，新加坡新傳媒私人有限公司時裝電視劇，由林慧玲、陈罗密欧、陳漢瑋、徐 彬、陈莉萍及馬藝瑄領銜主演，監製為蘇美蓮。

## 播出时间

### 首播
| 頻道        | 所在地   | 播放日期      | 時間              |
| ----------- | -------- | ------------- | ----------------- |
| 新傳媒8頻道 | 新加坡   | 2014年1月8日  | 週一至週五21:00起 |
| Astro双星   | 马来西亚 | 2014年1月24日 | 週一至週五16:30起 |
| ntv7        | 马来西亚 | 2015年1月2日  | 週一至週五18:00起 |

### 重播
| 頻道        | 所在地   | 播放日期       | 時間                            |
| ----------- | -------- | -------------- | ------------------------------- |
| Astro双星   | 马来西亚 | 2014年1月25日  | 星期一至五00:30起               |
| Astro双星   | 马来西亚 | 2014年1月25日  | 星期六07:30起（连播五集）       |
| Astro双星   | 马来西亚 | 2014年1月26日  | 星期日19:30起（连播五集）       |
| Astro双星   | 马来西亚 | 2014年1月27日  | 星期一至五09:30起               |
| Astro双星   | 马来西亚 | 2014年1月27日  | 星期一至五15:30起（上一集重播） |
| Astro双星   | 马来西亚 | 2015年1月22日  | 星期日至四08:00起               |
| 新傳媒8頻道 | 新加坡   | 2014年11月24日 | 星期一至五17:30起               |
| 新傳媒8頻道 | 新加坡   | 2016年11月9日  | 星期一至三15:30起               |
| 新傳媒8頻道 | 新加坡   | 2021年9月18日  | 星期六至日 07:30起              |

## 演員表

### 刘家
| 演員     | 角色   | 暱稱/關係                                                                                   | 登場集數 |
| 吴开深   | 刘德明 | 刘骏卫、刘采菱之父亲 20年前去世                                                             | 1～2     |
| 陳莉萍   | 刘采菱 | ‘金金糕点’业主 刘骏卫之姐姐 洪青山之女友，后為其妻 对轮胎有恐惧 童年时期由黄暄婷饰演        | 1～      |
| 陳羅密歐 | 刘骏卫 | Towering Fly 创办者 刘采菱之弟第 朱思仪之男友，后分手 最後和张雪芹在一起 童年时期由李弘饰演 | 1～20    |

### 张家
| 演員   | 角色   | 暱稱/關係 | 登場集數 |
| 李文海 | 张百达 | 百达珠鞋店业主 张百发之哥 张雪芹之父 洪青山之好友 於第3集因在橱柜找回张雪芹童年时的洋娃娃被上面的行李箱击中而送去医院不治 | 1～3     |
| 蘇才忠 | 张百发 | 张百达之弟 | 1～2     |
| 林慧玲 | 张雪芹 | 张百达之女 喜歡劉駿衛，後為女友 童年时期由黃穎恩饰演                                                                      | 1～      |

### 朱家
| 演員   | 角色   | 暱稱/關係                                                                       | 登場集數 |
| 陈澍城 | 朱海涛 | 朱思仪之祖父                                                                    | 1 3～    |
| 馬藝瑄 | 朱思仪 | 朱海涛之孙女 李毅之鍾情對象，後為女友 刘骏卫之女友，後分手 童年时期由许佳欣饰演 | 1～      |

### 李家（李小尤）
| 演員   | 角色   | 暱稱/關係                                                                         | 登場集數 |
| 姚玟隆 | 李小尤 | 前武官教师，后因背部受伤而关闭 喜欢刘采菱 何云之之鍾情對象，後為其夫 何日澤之繼父 | 1～      |
| 郭蕙雯 | 何云芝 | 喜歡李小尤後為其妻 何日澤之母                                                     | 2～      |
| 杨峻毅 | 何日澤 | 澤澤 何云芝之子 李小尤之繼子                                                      | 5~       |

### 李家（李毅）
| 演員   | 角色     | 暱稱/關係                                                       | 登場集數 |
|        | 李毅爷爷 | 李毅之祖父，李毅童年时期因病而去世                              | 2        |
| 王利秦 |          | 李毅之父                                                        | 2        |
| 陶 樱  | 李毅母   | 李毅之母                                                        | 2        |
| 徐 彬  | 李 毅    | 牙科医生 喜歡朱思仪，後為男友 張雪芹之好友 童年时期由盧楷浚饰演 | 2～      |

### 其他演员
| 演員   | 角色    | 暱稱/關係                             | 登場集數 |
| 陳漢瑋 | 洪青山  | 刘采菱之男朋友，后结为夫 刘骏卫之舅舅 | 1～      |
| 周崇庆 | Mr Chew | 刘骏卫在前工作的上司，IQ比骏卫差      | 1 3～    |
| 王昱青 | 王伯通  |                                       | 2～      |
| 林倩如 | 许丽美  |                                       | 3        |
| 陳天文 | 江 文   |                                       |          |
| 叶世品 | 阿 土   |                                       |          |
| 蔡宏汶 |         |                                       |          |
| 黄世南 |         |                                       |          |

## 電視節目的變遷
| 新加坡 新傳媒8頻道 星期一至五 21:00 - 22:00                        | 新加坡 新傳媒8頻道 星期一至五 21:00 - 22:00 | 新加坡 新傳媒8頻道 星期一至五 21:00 - 22:00 |
| ------------------------------------------------------------------ | ------------------------------------------- | ------------------------------------------- |
|                                                                    | 我们一定行！ （2014.01.08- 2014.02.04）     |                                             |
| 信约：唐山到南洋 （2013.11.25- 2014.01.07）                        | 砂煲肉骨茶 （2014.02.05- 2014.03.11）       |                                             |
| 马来西亚 Astro 双星 星期一至五 16:30 - 17:30 2014.01.31 暂停播一次 |                                             |                                             |
| 信约：唐山到南洋 （2013.12.12- 2014.01.23）                        | 我们一定行！ （2014.01.24- 2014.02.21）     | 幸福料理 （2014.02.24- 2014.03.28）         |
| 新加坡 新傳媒8頻道 星期一至五 17:30 - 18:30 （重播时段）           |                                             |                                             |
| 信约：唐山到南洋 （2014.10.10- 2014.11.21）                        | 我们一定行！ （2014.11.24- 2014.12.19）     | 砂煲肉骨茶 （2014.12.22- 2015.01.26）       |
| 马来西亚 ntv7 星期一至五 18:00 - 19:00                             |                                             |                                             |
| 爱的妇产科 （2014.12.10- 2015.01.01）                              | 我们一定行！ （2015.01.02- 2015.01.29）     | 幸福料理 （2015.01.30- ）                   |
| 新加坡 新傳媒8頻道 星期一至四 15:30 - 16:30 （重播）               |                                             |                                             |
| 庭外和解 （2016.9.12- 2016.11.8）                                  | 我们一定行！ （2016.11.9 - 2016.12.13）     | 宝贝父女兵 （2016.12.14- 2017.01.17）       |
| 新加坡 新傳媒8頻道 星期六至日 7:30 - 9:00 （重播两集）             |                                             |                                             |
| 绝世好工 （2021.7.25- 2021.9.12）                                  | 我们一定行！ （2021.9.18 - 2021.10.17）     | 96°C 咖啡 （2021.10.23 - 2021.11.21）       |